# Кулешов, Григорий Иванович
Григорий Иванович Кулешов (1926, Ожерелье, Московская губерния — 15 июля 1989, Ожерелье, Московская область) — советский деятель железнодорожного транспорта, Герой Социалистического Труда.

## Биография
Григорий Иванович Кулешов родился в 1926 году в деревне Ожерелье Каширского уезда Московской губернии, ныне микрорайон города Каширы городского округа Кашира Московской области.
Член КПСС.
В 1943—1955 годах — кочегар, помощник машиниста, машинист паровозного депо Ожерелье
В 1956—1986 годах — машинист электровоза локомотивного депо Ожерелье Московской железной дороги.
Указом Президиума Верховного Совета СССР от 2 апреля 1981 года присвоено звание Героя Социалистического Труда с вручением ордена Ленина и золотой медали «Серп и Молот».
Делегат XXVI съезда КПСС (февраль — март 1981 года).
Григорий Иванович Кулешов умер 15 июля 1989 года в городе Ожерелье Каширского района Московской области, ныне микрорайон города Каширы городского округа Кашира той же области. Похоронен на Новом Ожерельнинском кладбище города Каширы Московской области.

## Награды и звания
- Герой Социалистического Труда, 2 апреля 1981 года
  - Орден Ленина № 459169
  - Медаль «Серп и Молот» № 19864
- Орден Ленина, 4 мая 1971 года
- Орден Октябрьской Революции, 4 марта 1976 года
- Орден «Знак Почёта», 4 августа 1966 года
- Знак «Почётному железнодорожнику»

## Память
- Мемориальная доска на доме, где жил с 1978 по 1989 год, Московская область, город Кашира, микрорайон Ожерелье, ул. Ленина, 8 — 54°47′29″ с. ш. 38°15′24″ в. д.HGЯO